# Нижний Чегем
Нижний Чеге́м (карач.-балк. Тёбе́н Чегем) — село в Чегемском районе Кабардино-Балкарской Республики. 
Образует муниципальное образование «сельское поселение Нижний Чегем», как единственный населённый пункт в его составе.

## География
Село расположено в центральной части Чегемского района, по обоим берегам реки Чегем, в долине Чегемского ущелья. Расстояние до районного центра города Чегем — 40 км, до города Нальчик — 45 км.
Площадь территории сельского поселения составляет — 29,32 км².
Граничит с землями населённого пункта — Хушто-Сырт на юге, а также с землями Государственного Лесного фонда на востоке и северо-востоке.
Сельское поселение расположено в переходной от предгорной в горную зоне республики. Рельеф представляет собой горные гряды, окружающие село со всех сторон. Средние высоты в пределах села составляют 920 метров над уровнем моря. Наивысшая точка сельского поселения — гора Урхаюк (1 798 м), она расположена к западу от села. К востоку от села находятся урочища — Узунтула и Джаллак.
Гидрографическая сеть представлена рекой Чегем и её мелкими притоками, стекающими с хребтов в пределах сельского поселения. Южнее села находятся несколько малых водопадов.
Климат умеренный. В весенне-летний период преимущественно влажно, в осенне-зимний — преобладает сухая погода. Среднесуточная температура колеблется: зимой в пределах от +10 до −15°С , летом от +20 до +25°С. Средне количество осадков в год составляет около 550 мм.

## История
Село основано в 1886 году переселенцами с верховий Чегемского ущелья.
До 1935 года Нижне-Чегемский сельсовет входил в состав Балкарского округа КБАССР. В результате его разукрупнения сельсовет был включён в состав новообразованного Чегемского района, а населённый пункт избран его районным центром. 
До насильственного выселения балкарцев в Среднюю Азию в 1944 году, в Нижнем Чегеме располагался районный центр Чегемского ущелья.
В 1957 году балкарцы были реабилитированы Верховным Советом СССР и вернулись в места своего прежнего проживания. По возвращении жители села стали заниматься в основном животноводством и земледелием. До 1990-х работал молокоприемный завод по производству кисломолочной продукции.

## Население
| 2002  | 2010  | 2012  | 2013  | 2014  | 2015  | 2016  |
| ----- | ----- | ----- | ----- | ----- | ----- | ----- |
| 2099  | ↘2030 | ↘2021 | ↗2028 | ↘2014 | ↗2018 | ↘2004 |
| 2017  | 2018  | 2019  | 2020  | 2021  | 2023  | 2024  |
| ↗2011 | →2011 | ↘2005 | ↘1988 | ↘1850 | ↘1836 | ↗1838 |
| 2025  |       |       |       |       |       |       |
| ↗1847 |       |       |       |       |       |       |

Плотность — 62.99 чел.\кв. км.
Национальный состав
По данным Всероссийской переписи населения 2010 года:
| Народ      | Численность, чел. | Доля от всего населения, % |
| ---------- | ----------------- | -------------------------- |
| балкарцы   | 1 992             | 98,1 %                     |
| другие     | 2                 | 0,1 %                      |
| не указали | 36                | 1,8 %                      |
| всего      | 2 030             | 100 %                      |

По данным Всероссийской переписи населения 2021 года:
| Народ    | Численность, чел. | Доля от всего населения, % |
| -------- | ----------------- | -------------------------- |
| балкарцы | 1 849             | 99,95 %                    |
| другие   | 1                 | 0,05 %                     |
| всего    | 1 850             | 100,0 %                    |

## Местное самоуправление
Структуру органов местного самоуправления сельского поселения составляют:
- Глава сельского поселения — Макитов Тамерлан Уаисович[20].
- Администрация сельского поселения Нижний Чегем — состоит из 5 человек.
- Совет местного самоуправления сельского поселения Нижний Чегем — состоит из 13 депутатов.

## Образование
- Средняя общеобразовательная школа — ул. Кулиева, 84
- Детский сад

## Здравоохранение
- Участковая больница

Обслуживает жителей Нижнего Чегема, а также селений Хушто-Сырт и Верхний Чегем. В 2006 году в связи с нехваткой медицинских кадров было принято решение закрыть больницу. Однако усилиями старейшин села медицинское учреждение удалось спасти. Спустя год, больница была награждена почетной грамотой Министерства здравоохранения КБР, в 2008 и 2009 годах почетными грамотами районного отдела здравоохранения. На сегодняшний день при больнице действует амбулатория и стоматологический кабинет. Имеются возможности и для выездного обслуживания населения.

## Культура
- Дом культуры. При нём действуют танцевальные кружки и библиотека.

## Ислам
По вероисповеданию жители Нижнего Чегема мусульмане-сунниты. В селе действует одна мечеть.

## Экономика
Основной доход населению села приносят сельское хозяйство и туризм. Близость Чегемских водопадов и верховий Чегемского ущелья дает возможность жителям села развивать туризм.
В сельском хозяйстве развито разведение домашних животных, в частности баранов и овец. Теплый, влажный и умеренный климат дает неорошаемым высокогорным пахотным землям возможность ежегодно собирать богатые урожаи кукурузы, картофеля и капусты. Имеются сады диких слив, груши, тутовника и калины.

## Улицы
| Аккизова     |
| Байсултанова |
| Балкарская   |
| Восточная    |

| Заводская |
| Кулиева   |
| Надречная |

| Октябрьская |
| Садовая     |
| Солнечная   |

## Известные уроженцы
- Кулиев Кайсын Шуваевич — известный балкарский поэт. В школьные годы жил в селе и учился в Нижнечегемской средней школе.
- Аккизов Якуб Алиевич — художник, член Союза художников СССР, заслуженный художник КБР.
- Мустафаев Магомет Шабазович — хирург, доктор медицинских наук, заслуженный врач России и КБР. Лауреат всероссийского конкурса «Лучший врач года — 2014».